# 闊嘴無足狼鳚
闊嘴無足狼鳚，為輻鰭魚綱鱸形目绵鳚亞目绵鳚科的其中一種，分布於東太平洋區，從白另海至美國加州蒙德勒灣海域，屬深海底棲性魚類，棲息深度在水深0至590公尺，體長可達13.4公分。

## 扩展阅读
維基物種上的相關：闊嘴無足狼鳚